# Cowboys on Dope
Cowboys on Dope ist eine Rockband aus Köln, die 1996 gegründet wurde.

## Geschichte
Als Nebenprojekt zu ihrer Band Rausch gründeten Peter Sarach und Wolly Düse 1996 die Formation Cowboys on Dope. Intention war es, mit kleinstem Aufwand Konzerte zu spielen. 2001 stieß der Gitarrist Thorsten Dohle dazu. Das Besondere an der Instrumentierung des Trios ist, dass Schlagzeuger Wolly Düse anstatt eines Schlagzeugs einen leeren Gitarrenkoffer verwendet und die Verstärker die Größe eines Schuhkartons haben. Die Band spielte unter anderem Konzerte im WDR Rockpalast und als Support von Bands wie Eels, Scorpions oder Fury in the Slaughterhouse.
Das Trio hat die Filmmusik und den Soundtrack für Peter Thorwarths Kinofilm Nicht mein Tag erstellt und tritt im Film auch als Rockband namens Donar auf.

## Diskografie
Alben
- 2003: High Noon
- 2006: Black Money
- 2009: Electric Sky
- 2012: The Daily Dope